# Contea di Hefeng
La contea di Hefeng (鹤峰县S, Hèfēng XiànP) è una contea della Cina, situata nella provincia di Hubei e amministrata dalla prefettura autonoma tujia e miao di Enshi.